# Ivan Lucic
Ivan Lucic (* 23. März 1995 in Wien; kroatische Schreibweise: Ivan Lučić) ist ein österreichisch-kroatischer Fußballtorhüter.

## Karriere

### Verein
Lucics Eltern stammen aus Kroatien. Er begann mit neun Jahren beim Post SV Wien mit dem Fußballspielen, wechselte elfjährig zum FC Stadlau und nach zwei Spielzeiten in die Jugendabteilung von Austria Wien. Diese verließ er nach vier Spielzeiten und wechselte 2012 – dem Jugendalter entwachsen – zum Bundesligisten SV Ried, für den er am 11. Mai 2014 (36. Spieltag) bei der 2:5-Niederlage im Heimspiel gegen den SK Rapid Wien in der Bundesliga debütierte und in der 89. Minute für Thomas Gebauer ausgewechselt wurde.
Zur Saison 2013/14 wurde er an den Drittligisten Union St. Florian ausgeliehen, um Spielpraxis sammeln zu können. Am 2. August 2013 (1. Spieltag) debütierte er für den Verein, der mit 3:0 gegen den SAK Klagenfurt gewann. Am 2. Mai 2014 (25. Spieltag) gelang ihm bei der 1:2-Niederlage im Heimspiel gegen die zweite Mannschaft des Kapfenberger SV und am 16. Mai 2014 (28. Spieltag), beim 3:1-Sieg im Heimspiel gegen Union Vöcklamarkt, jeweils ein Tor, einmal per Strafstoß, einmal per direktem Freistoß.
Zur Saison 2014/15 wechselte Lucic zur zweiten Mannschaft des FC Bayern München. Er debütierte am 11. Juli 2014 (1. Spieltag) bei der 1:2-Niederlage im Regionalliga-Heimspiel gegen die Würzburger Kickers. Danach fiel er wegen eines im August 2014 während des Trainingslagers der Profis zugezogenen Bänderrisses lange aus, sodass er erst am 10. April 2015 (28. Spieltag) ins Tor zurückkehrte. Für das Champions-League-Viertelfinalhinspiel beim FC Porto berief ihn Pep Guardiola erstmals in den Kader der ersten Mannschaft. Zur Saison 2015/16 wurde er in den Profikader befördert und wurde mit der Mannschaft deutscher Meister.
Zur Saison 2016/17 verpflichtete ihn der englische Zweitligist Bristol City, der ihn mit einem bis zum 30. Juni 2018 gültigen Vertrag ausstattete; mit der Option auf eine weitere Spielzeit. Sein Debüt gab Lucic am 13. Dezember 2016 (21. Spieltag) bei der 0:1-Niederlage im Heimspiel gegen den FC Brentford.
Am 30. Jänner 2017 wurde Lucic auf Leihbasis bis zum Saisonende 2016/17 an den dänischen Erstligisten Aalborg BK abgegeben, um Spielpraxis zu erhalten. Nach Ende der Leihe wurde sein Vertrag im Jänner 2018 aufgelöst.
Zur Saison 2018/19 kehrte Lucic nach Österreich zu seinem Jugendklub FK Austria Wien zurück, bei dem er einen bis Juni 2020 laufenden Vertrag erhielt. Nach der Saison 2019/20 verließ er die Austria. Nach mehreren Monaten ohne Verein wechselte er im November 2020 nach Kroatien zum NK Istra 1961. In Istra war er prompt gesetzt und kam in den Saisonen 2020/21 zu 23 und 2021/22 zu 31 Einsätzen in der 1. HNL. Zur Saison 2022/23 verlor er seinen Platz dann aber an Lovro Majkić und kam bis zur Winterpause nur einmal zum Zug, als Majkić gesperrt fehlte.
Im Jänner 2023 wechselte er daraufhin zum Ligakonkurrenten Hajduk Split.

### Nationalmannschaft
Am 28. September 2010 debütierte Lucic in der österreichischen U-16-Nationalmannschaft, die in Bruck an der Leitha die Auswahl Ungarns mit 4:1 besiegte, als er für Roman Brunner in der 61. Minute eingewechselt wurde. Am 11. Jänner 2011 kam er einzig für die U-17-Nationalmannschaft in Miróbriga bei der 2:3-Niederlage gegen die gastgebenden Portugiesen zum Einsatz. Am 14. April 2012 debütierte er bei der 1:2-Niederlage in Waldkraiburg gegen die deutsche U-17-Nationalmannschaft in der U-18-Nationalmannschaft. In der U-19-Nationalmannschaft wurde er erstmals am 11. September 2013 in Wien beim 2:1-Sieg gegen die Auswahl Nordirlands eingesetzt. An der in Ungarn ausgetragenen Europameisterschaft 2014 nahm er teil, bestritt die beiden Gruppenspiele am 19. Juli, beim 3:1 gegen die Auswahl Ungarns, und am 22. Juli, beim 3:0 gegen die Auswahl Israels sowie das am 28. Juli mit 0:4 gegen die Auswahl Deutschlands verlorene Halbfinale.
Im November 2015 stand Lucic erstmals auf der Abrufliste des österreichischen Nationalteams. Am 24. März 2016 bestritt er ein Länderspiel für die U-21-Nationalmannschaft, die in Bad Erlach der Auswahl der Ukraine mit 0:1 unterlag.

## Erfolge
- Deutscher Meister 2015, 2016 (mit dem FC Bayern München; ohne Einsatz)
- DFB-Pokal-Sieger 2016 (mit dem FC Bayern München; ohne Einsatz)